# ТЕ3Л
ТЕ3Л (Тепловоз з Електричною передачею, 3-тя серія, Луганська модифікація; проєктне позначення — ТЕ20) — дослідні радянські вантажні тепловози потужністю 2×2000 к. с.

## Передісторія
Повномасштабне виробництво тепловозів ТЕ3 на Луганському тепловозобудівному заводі (до початку 1960-х становило приблизно півтисячі секцій на рік) досить швидко виникло питання щодо їхньої модернізації.
Рада міністрів СРСР видала постанови № 639 (від 15 липня 1959) і № 743 (від 19 липня 1960) про розробку проєктів модернізації ТЕ3. Ці проєкти розробляли Харківський завод транспортного машинобудування (ХЗТМ) та Луганський тепловозобудівний завод. Проєкт Харківського заводу пропонував заміну на цільнонесний, ідентичний кузову перших 2ТЕ10, і створення нової дизель-генераторної установки (див. ТЕ30). На відміну від Харківського, проєкт Луганського заводу передбачав лише незначну переробку кузова тепловоза зі збереженням його довжини і конструкції (з несною рамою). Проєктне позначення тепловоза було ТЕ20.

## Випуск
1961 Луганський завод випустив дослідний двосекційний тепловоз, який отримав позначення нової серії — ТЕ3Л і повне позначення ТЕ3Л-001. Незважаючи на зовнішню відміну від ТЕ3, новий тепловоз конструктивно був на 80 % з ним уніфікований, зокрема за основними розмірами. На ТЕ3Л була застосована силова установка, яка складалася з дизельного двигуна 6Д100 і тягового генератора ДП-307, виробництва ХЗТМ і ХЕТЗ відповідно. Така ж силова установка була застосована і на тепловозі ТЕ30 Харківського заводу і була на 4200 кг легше силової установки ТЕ3. Але на відміну від ТЕ30, на ТЕ3Л застосували тягові електродвигуни ЕД-104, як на серійних ТЕ10, які мали на цьому тепловозі потужність 258 кВт.

## Доля тепловозів
ТЕ3Л-001 спочатку надійшов на Донецьку залізницю, але незабаром його разом з ТЕ3Л-002 направили на Південну залізницю. В 1963—1964 тепловози перевели назад на Донецьку залізницю в локомотивне депо Дебальцеве. Дещо легші, ніж ТЕ3, нові тепловози не показали значних переваг. До того ж Луганський завод у середині 1960-их був зайнятий налагодженням серійного випуску тепловозів 2ТЕ10Л потужністю 2×3000 к. с., які мали такі ж кузови, що й ТЕ3Л.
Дослідні тепловози ТЕ3Л 1968 були виключені з інвентарного парку.

## Технічні характеристики двигуна
- Двигун — 6Д100
- Виробник — ХЗТМ
- Тип — однорядний, вертикальний, восьмициліндровий, двотактний дизель з турбонаддувом, із зустрічно рухомими поршнями і прямоточно-щілинною продувкою
- Потужність, к.с. — 2000
- Оберти колінчастого вала — 850 об/хв
- Циліндрів — 8
- Кількість тактів — 2